# Munkhbayar Dorjsuren
Munkhbayar Dorjsuren, nata Dorjsürengiin Mönkhbayar (in mongolo: Доржсүрэнгийн Мөнхбаяр; Ulan Bator, 9 luglio 1969), è una tiratrice a segno mongola naturalizzata tedesca.

## Palmarès

### Olimpiadi
- 2 medaglie:
  - 2 bronzi (Barcellona 1992 nella pistola 25 metri[1]; Pechino 2008 nella pistola 25 metri[2])